# Las Vegas National Golf Club
De Las Vegas National Golf Club is een golfclub in de Verenigde Staten. De club werd opgericht in 1961 als de Stardust Country Club en bevindt zich in Las Vegas, Nevada.
De club beschikt over een 18-holes golfbaan met een par van 71. De golfbaan werd ontworpen door de golfbaanarchitect Bert Stamps.

## Geschiedenis
In 1961 werd de Stardust Country Club opgericht en werd beheerd door de Stardust Resort & Casino, een voormalig casino. In 1969 werd de club overgenomen door de "Del Webb Corporation" en vernoemde de club tot de Sahara-Nevada Country Club. In 1982 werd de club overgekocht door de "American Golf Corporation", dat toen samenwerkte met de Las Vegas Hilton, en vernoemd de club tot de Las Vegas Hilton Country Club en uiteindelijk tot de Las Vegas National Golf Club, in 1998.

## Golftoernooien
Voor het golftoernooi voor de heren is de lengte van de baan 6146 m met een par van 71. De course rating is 73,5 en de slope rating is 137.
- Tournament of Champions: 1967 & 1968